# Baskets Feldkirch
Die Feldkirch Baskets sind ein Basketball-Verein aus Vorarlberg.

## Geschichte
Nach dem Rückzug des
Hauptgeldgebers "EUROTECH", zogen sich die Feldkirch Baskets im Jahr 2006 in der höchsten österreichischen Spielklasse aus der Bundesliga zurück, obwohl sie in diesem Jahr den sechsten Platz für sich verbuchen konnten. Seit 2008 spielen die Feldkirch Baskets in der 2. österreichischen Basketball-Bundesliga in der Division West und duellieren sich dort unter anderem mit den Erzrivalen Dornbirn Lions. Jährlich findet das Grillfest der Baskets statt um den oft erfolgreichen Abschluss der Saison zu feiern.

## Kader
Derzeitiger Kader der Kampfmannschaft in der Landesliga:
| Büchele     | Markus    |
| Dünser      | Hubert    |
| Khüne       | Klemens   |
| Khüny       | Andreas   |
| Möbius      | Christian |
| Morscher    | Ambros    |
| Ritter      | Michael   |
| Rosenberger | Klaus     |
| Schöbi      | Moritz    |
| Taskapan    | Bünjamin  |
| Mathis      | Sebastian |
| Cerovec     | Filip     |
| Aigenberger | Lukas     |